# رینگر (وبسایت)
رینگر (انگلیسی: The Ringer) یک وب‌سایت و شبکه پادکست ورزش و فرهنگ پاپ است که توسط ورزش نویس بیل سیمونز در سال ۲۰۱۶ تأسیس شد و از سال ۲۰۲۰ متعلق به اسپاتیفای است.